# Vertex

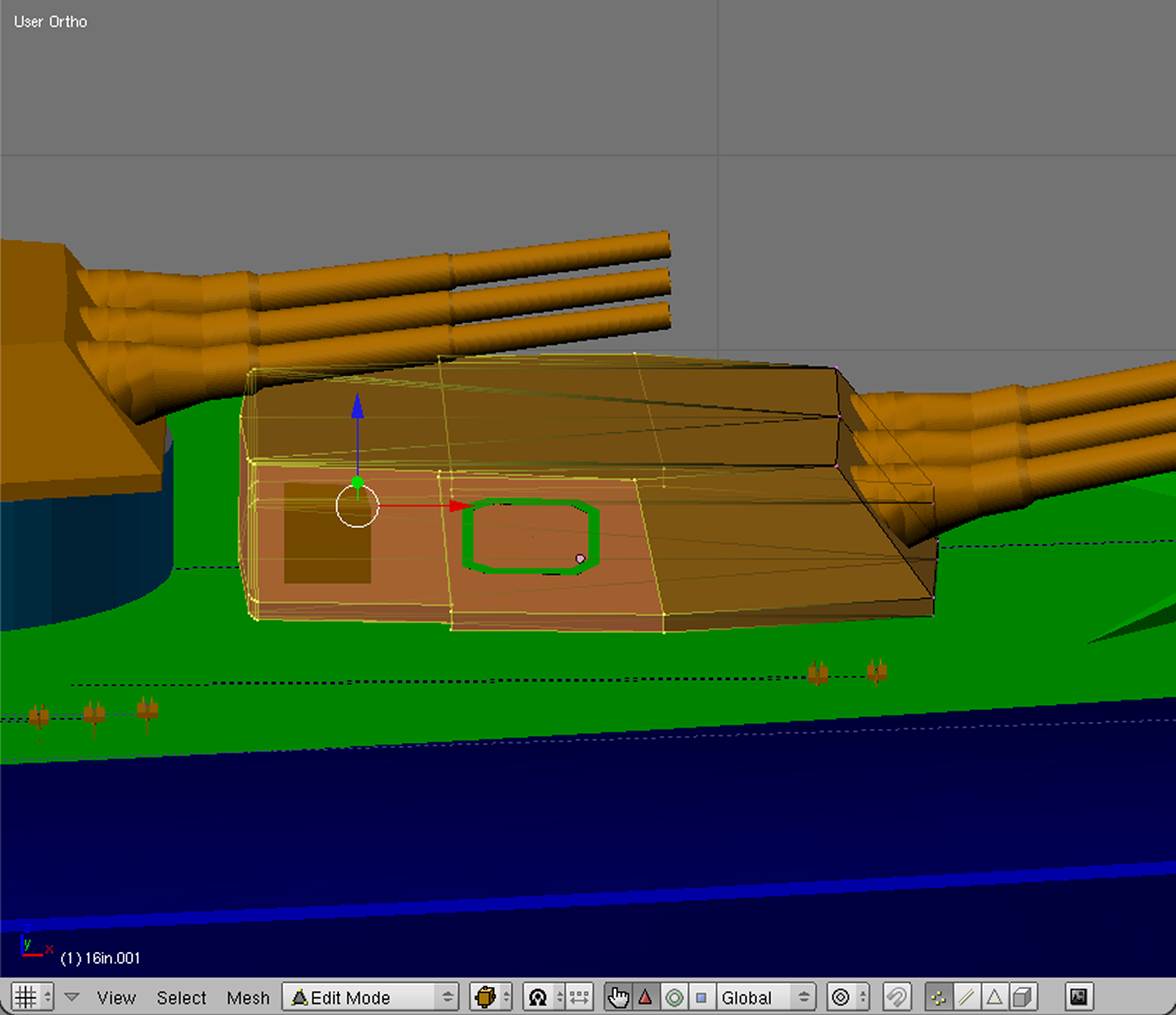
zvýrazněné vertexy části 3D modelu válečné lodě.

Vertex je v oblasti 3D počítačové grafiky bod v prostoru. Jako takový je jedním z jeho základních primitiv (všechna ostatní primitiva, jako například úsečka, trojúhelník či mnohoúhelník se skládají ze dvou či více vertexů).
Většinou je definován v Eukleidovském prostoru souřadnicemi {\displaystyle (x,y,z)}. Vzhledem k jeho singularitě (absenci rozměrů) nemá smysl u něj kromě souřadnic zaznamenávat další informace (např. rotace v každé ze základních os, faktor zvětšení/zmenšení atd.).

## Původ slova
Slovo „vertex“ (plurál též vertices) znamená v angličtině „vrchol“.